# عميانس
‌عُمْيَانِس أو عُمِيانِس هو صنم تذكره المصادر الإسلامية أنه كان في اليمن لقبيلة خولان، واستمرت عبادته في الإسلام. ويرى روبان أن نطقه الصحيح عَـمّي أنَـس.

## في المصادر الإسلامية
يُروى عن وفد قبيلة خولان اليمنية إلى الرسول أنه سألهم عن صنم اسمه (عم أنس) وفي روايات أخرى (عميناس) ما أخباره؟ فقالوا له: بدلنا الله بما جئت به (يعني الإسلام)، ولكن بقيت فينا بقية من شيخ كبير وامرأة عجوز متمسكون به. ثم يسألهم الرسول عن أشد فتنة فتنهم بها هذا الصنم؟ قالوا: أصابنا قحط شديد حتى أكلنا فضلات الطعام فجمعنا ما قدرنا عليه حتى اشترينا مئة ثور ونحرناها لعم أنس ونحن أشد حاجة إليها وتركناها للسباع، وقلنا "أنعم علينا عم أنس" فنزل المطر من ساعته ونبت الزرع الوفير.